# Tres Estrellas
Tres Estrellas är en ort i kommunen San Felipe del Progreso i delstaten Mexiko i Mexiko. Samhället hade 1 751 invånare vid folkräkningen 2020.